# Джахандар Шах
Мирза Муиз-уд-Дин Бек Мухаммад Хан, также известен как Джахандар Шах (9 мая 1661, Декан — 11 февраля 1713, Дели) — падишах Империи Великих Моголов в Индии с 1712 года, имевший тронное имя Шахиншах-и-Гази Абульфат Муиз-уд-Дин Мухаммад Джахандар Шах Сахиб-и-Куран Падишах-и-Джахан.

## Ранняя жизнь
Родился 9 мая 1661 года в субе Декан, старший сын принца Муаззама (1643—1712), будущего императора Великих Моголов Бахадур-Шаха I (1707—1712). Его матерью была Низам Бай (ок. 1643—1692), дочь Фатехьявара Джанга, дворянина из Хайдарбада.
Джахандар-Шах был назначен визирем Балха в 1671 году своим дедом Аурангзебом. В 1694 году Аурангзеб пожаловал ему должность субадара (губернатора) Мултана. С 1707 по 1712 год, в правление своего отца, принц Джахандар Шах занимал пост субадара провинций Синда и Мултана.

## Правление
В день смерти отца, 27 февраля 1712 года, и Джахадар Шах, и его брат Азим-уш-Шах объявили себя падишахами и начали друг с другом борьбу за императорский трон. 17 марта 1712 года Азим уш-Шан был убит, и правителем империи в течение последующих 11 месяцев становится Джахандар Шах. До того, как начать борьбу за престол, Джахандар Шах успешно занимался торговлей, совершал плавания по Индийскому океану. 29 марта 1712 года Джахандар Шах короновался в Лахоре.
Правление Джахандар Шаха было весьма неудачным. Сам он был полностью подчинён влиянию своей старшей жены, бывшей танцовщицы Лал Кунвар. Двор падишаха был крайне развращён и коррумпирован. Сам падишах вел легкомысленную жизнь.
10 января 1713 года войско Джахандар Шаха было разгромлено в битве при Агре армией его племянника, Фарук Сийяра, второго по старшинству сына Азим уш-Шана. После этого события от него отпал один из крупнейших индийских феодалов, третий наваб Карнатика Мухаммед Саадатулла Хан I (1710—1732), объявивший Джахандар Шаха узурпатором, незаконно захватившим престол отца.
С целью заручиться поддержкой извне Джахандар Шах послал дань султану Османской империи Ахмеду III. После своего поражения Джахандар Шах бежит в Дели, где он был схвачен по приказу нового падишаха Фарук Сийяра и содержался в заключении вместе с Лал Кунвар, пока 11 февраля 1713 года к нему не были подосланы профессиональные душители-палачи и не убили в присутствии жены. Голова Джахандар Шаха была преподнесена падишаху Фарук Сийяру, а его тело похоронено в делийском мавзолее падишаха Хумаюна.

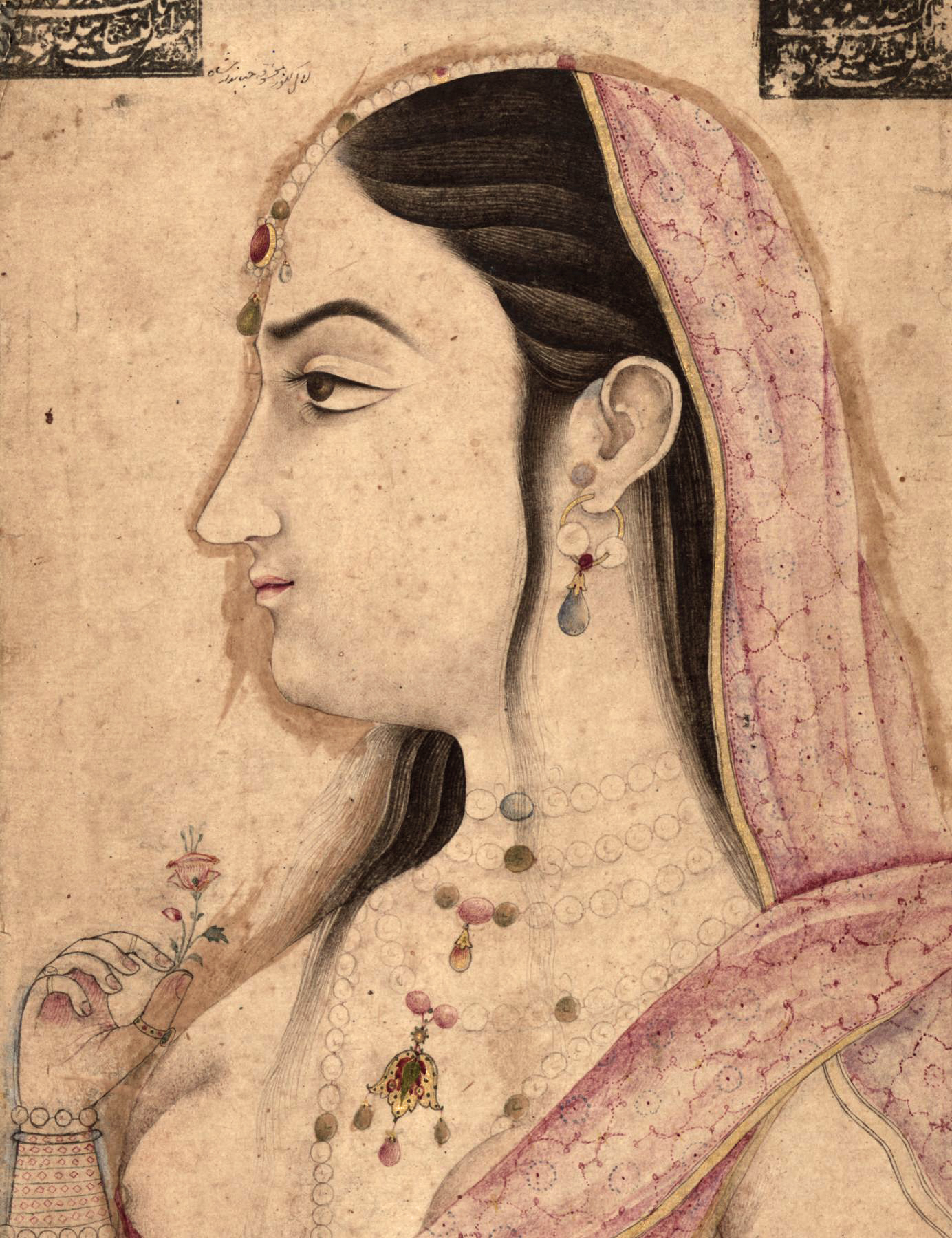
Лал Кунвар — жена Джахандар Шаха, бывшая танцовщица, фактически правившая империей при нём

## Браки
У Джахандар Шаха было семь жён. Первой женой шахзаде стала дочь Мирзы Мукаррам-хана Сефеви, субадара Ауда. Свадьба состоялась 13 октября 1676 года в Агре. После её смерти он женился на её племяннице Саид-ун-Ниссе Бегум, дочери Мирзы Рустама. Свадьба состоялась 30 августа 1684 года. Их обвенчал Кази Абу Саид в присутствии императора Аурангзеба и принца Мухаммада Муаззама (будущего императора Бахадур-Шаха I). В подарок Саид-ун-Нисса получила драгоценности стоимостью 67 000 рупий. Празднование проходило под руководством принцессы Зинат-ун-Ниссы Бегум (дочери Аурангзеба).
Третьей женой Джахандар Шаха была Ануп Бай. Она была матерью принца Мухаммада Азиза-уд-Дина Мирзы, родившегося 6 июня 1699 года. Она скончалась в Дели 17 апреля 1735 года, за девятнадцать лет на вступления её сына на престол в качестве императора Аламгира II.
Его четвертой женой стала бывшая танцовщица Лал Кунвар, дочь Хасусият-хана. Джахандар-шах очень её любил, и после своего вступления на престол он дал её титул Имтияз-Махал.
У Джахандар Шаха было четыре сына и три дочери:
- Шахзаде Мухаммад Асхар уд-Дин Бахадур
- Шахзаде Мухаммад Азз уд-Дин Бахадур (1687—1745)
- Шахзаде Мухаммад Азиз уд-Дин Бахадур (1699—1759), будущий император Великих Моголов Аламгир II (1754—1759)
- Шахзаде Мухаммад Изз уд-Дин Бахадур (1691—1738)
- Наваб Иффат Ага Бегум Сахиба (до 1672—1739)
- Наваб Раби Бегум Сахиба (1695—1710)
- Наваб Абид уз-Замани Саид-ун-Нисса Бегум Сахиба.